# One Voice
One Voice é o quarto álbum de estúdio da banda Agnostic Front, lançado em 1992.
Após três anos sem gravar - sendo o último álbum lançado em 1989 com Live at CBGB, iriam ficar outra vez sem gravar até 1998. Matt Henderson substituiu Steve Martin na guitarra.

## Faixas
1. "New Jack" (Matt Henderson, Roger Miret) – 3:40
2. "One Voice" (Henderson, Miret, Craig Setari) – 3:15
3. "Infiltrate" (Henderson, Setari) – 1:20
4. "The Tombs" (Henderson, Miret, Setari) – 3:23
5. "Your Fall" (Henderson, Miret) – 1:47
6. "Over the Edge" (Henderson, Miret, Setari) – 3:55
7. "Undertow" (Henderson, Miret) – 3:36
8. "Now and Then" (Henderson, Miret, Setari) – 2:24
9. "Crime Without Sin" (Miret) – 2:41
10. "Retaliate" (Henderson, Miret) – 3:20
11. "Force Feed" (Henderson, Miret, Setari) – 2:49
12. "Bastard" (Miret) – 3:08

## Créditos
- Roger Miret – Vocal
- Vinnie Stigma – Guitarra
- Matt Henderson – Guitarra
- Craig Setari – Baixo
- Will Shepler – Bateria